# Ершов, Николай Павлович

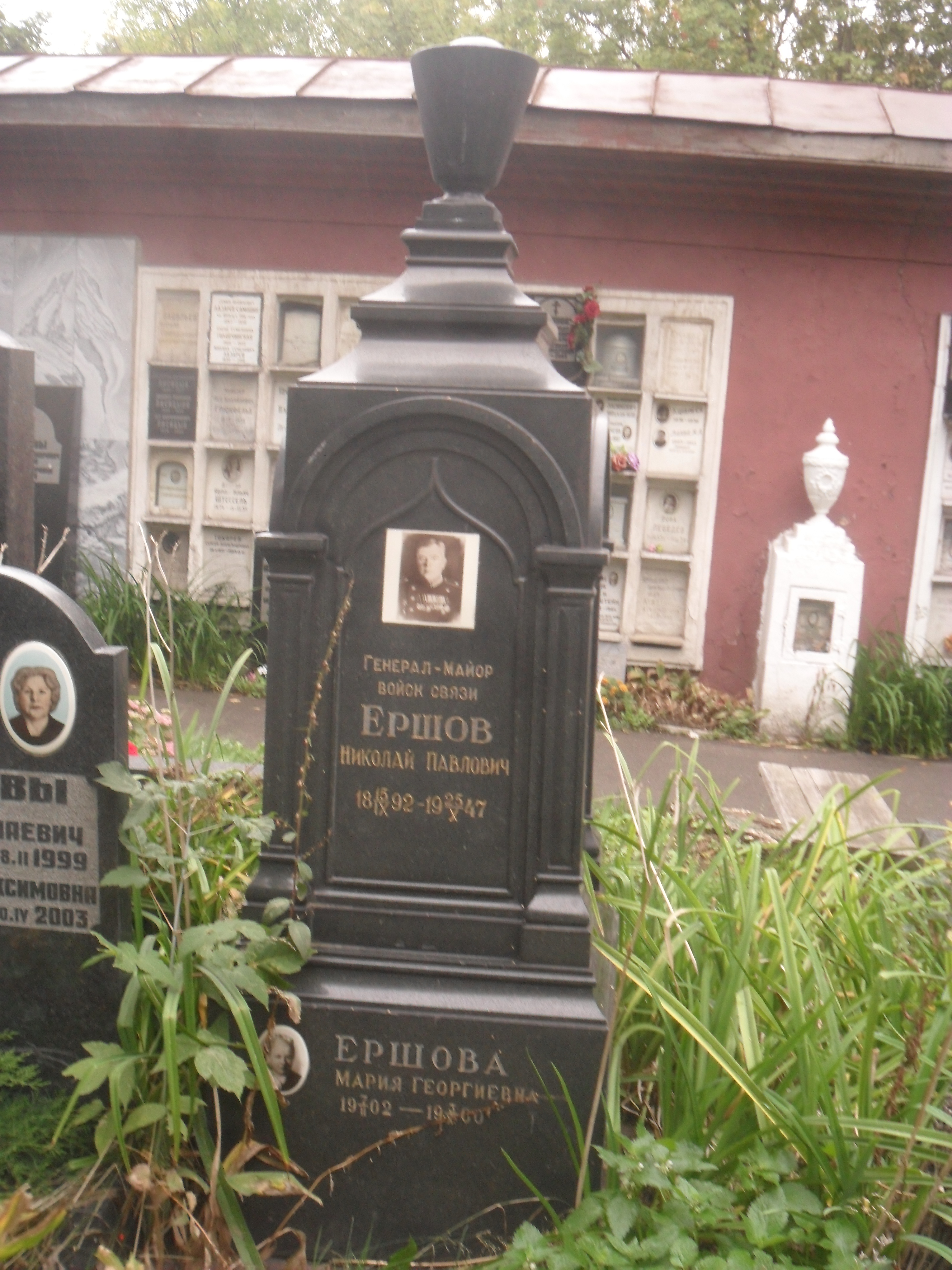
Могила Ершова на Новодевичьем кладбище Москвы.

Николай Павлович Ершов (1892—1947) — генерал-майор Советской Армии, участник Гражданской и Великой Отечественной войн.

## Биография
Родился 15 сентября 1892 года в деревне Соловьёво (ныне — Солигаличский район Костромской области). В марте 1918 года добровольно пошёл на службу в Рабоче-крестьянскую Красную Армию. Участвовал в боях Гражданской войны на Западном и Южном фронтах.
В годы Великой Отечественной войны служил заместителем начальника 4-го управления Главного управления связи РККА. Провёл большую работу по организации доставки средств связи в действующие и в формирующиеся части. 3 июня 1944 года ему было присвоено звание генерал-майора войск связи.
Скончался 25 октября 1947 года, похоронен на Новодевичьем кладбище Москвы.
Был награждён орденами Ленина, Красного Знамени, Отечественной войны 1-й степени, Красной Звезды, «Знак Почёта» и рядом медалей.